# Rołand Biłała
Rołand Rasel Biłała, ukr. Роланд Расель Білала (ur. 16 grudnia 1990 w Zaporożu) – ukraiński piłkarz pochodzenia kongijskiego, grający na pozycji napastnika.

## Kariera piłkarska

### Kariera klubowa
Wychowanek klubów Metałurh Zaporoże oraz Dynamo Kijów, barwy których bronił w juniorskich mistrzostwach Ukrainy (DJuFL). Karierę piłkarską rozpoczął 19 sierpnia 2007 w składzie trzeciej drużyny Dynama Kijów. Potem występował w drużynie rezerw. W sezonie 2010/11 przez konflikt z trenerem Wołodymyrem Muntianem był odsunięty z klubu i był zmuszony grać na poziomie amatorskim. Po wygaśnięciu kontraktu z Dynamem, latem 2011 wyjechał do Mołdawii, gdzie został piłkarzem FC Tiraspol.

### Kariera reprezentacyjna
W latach 2006–2007 występował w juniorskiej reprezentacji Ukrainy.